# Riserva naturale orientata dune fossili di Massenzatica
La Riserva naturale orientata dune fossili di Massenzatica è una riserva naturale orientata del ferrarese, che si estende per circa 53 ettari nel comune di Mesola e parzialmente in quello di Codigoro.
Rappresentano il relitto di antiche dune costiere, risalenti a circa 3 millenni fa.
Dagli anni duemila sono anche riconosciute come sito d'importanza comunitaria (SIC IT4060010) e zona di protezione speciale (ZPS IT4060010).
Di proprietà della provincia di Ferrara, le Dune fossili Di Massenzatica sono in parte (per 37,20 ha) un'oasi affidata in gestione al WWF Italia.
All'oasi, dove è presente un centro visite, si accede dalla frazione Italba di Mesola.